# Városi és Elővárosi Közlekedési Egyesület
A Városi és Elővárosi Közlekedési Egyesület (VEKE) a magyarországi városok közösségi közlekedésének javítását, illetve az utasok érdekeinek képviseletét célul kitűző, 2000-ben Budapesten alakult civil szervezet.

## Az egyesület szervei
Az egyesület központi szervezete Budapesten helyezkedik el. Ezenkívül helyi tagszervezet működik Érd-Diósd körzetében, valamint Győrött.

## Az egyesület munkacsoportjai
Az egyesület tagjai két munkacsoportban végzik tevékenységüket:
- A Közlekedésfejlesztés munkacsoport hosszabb távú, komolyabb befektetést igénylő, ám a város élhetőségét javító közlekedési projektek megvalósítását próbálja elősegíteni, e cél érdekében koncepciókat készít, tervez, vizsgálatokat és lobbitevékenységet folytat. Emellett a komoly beruházást nem igénylő, elsősorban szervezéssel megoldható feladatokra is összpontosít.
- Az Üzemtörténet munkacsoport a városi és elővárosi közlekedés múltjával foglalkozik. Megemlékezéseket szervez, tájékoztató kampányokat folytat. Céljai közt szerepel egy nosztalgiaüzem létrehozása, aminek érdekében 2004-ben és 2005-ben saját szervezésben nosztalgia-autóbuszos utazásra teremtett lehetőséget.

## Vezetők
- Dorner Lajos elnök, Tarlós István főpolgármester tanácsadója[1]
- Dobronyi Tamás alelnök

## Eddigi eredményei
Az egyesület eddigi sikerei közé tartoznak:
- 2003. november 1-jétől a budapesti 41-es villamos vonalát meghosszabbították a Batthyány térig;
- 2005. július 1-jétől a Volánbusz érdi járatainak menetrendjének megváltoztatása (munkanapokon és hétvégén közlekedő éjszakai járatokkal való kibővítése);
- 2005. július 4-től a 112-es busz vonalának belvárosi meghosszabbítása[2]
- 2005. szeptember 1-jétől a budapesti éjszakai közlekedés reformja;[3]
- 2005. október 29-től részleges típuscsere az 52-es villamos vonalán;
- 2005. december 3-tól a budapesti 7-es autóbuszcsalád közlekedésének reformja;
- 2006 februárjában a Budapesti Közlekedési Zrt. Paraméterkönyvének elfogadásakor hangoztatta – sikeresen – álláspontját egyes járatok megszüntetése ellen és többek között a Reptér-busz átalakítása érdekében.
- 2006-2007-ben kezdeményezői és folyamatos résztvevői voltak a zsúfoltságkezelési programnak, melynek eredményeképpen Budapesten nincsen[forrás?] már 90%-os kihasználtság felett közlekedő járat.
- 2007. január 12-étől az éjszakai hálózat reformja eredményeképpen a bő egyéves tapasztalatok alapján még hatékonyabbá vált a 900-as számsorozatú éjszakai járatok hálózata[forrás?]
- 2007. augusztus 21-én lépett életbe az új XVI. kerületi autóbusz-hálózat, ennek része többek között az új, három kerületet összekötő haránt irányú buszjárat, a 46-os.
- 2007 nyarától fokozatosan kerül bevezetésre az új viszonylatszámozási rendszer, mely egyértelművé teszi a gyorsjáratok jelzését és a számduplázódásokat küszöböli ki. A XVI. kerületi hálózaton a koncepciónak megfelelő számozást vezettek be.

Az Egyesület ezen túl számos előkészítő tanulmányt készített, melyek 2005-ben már jelentős visszhangot váltottak ki.[forrás?] Ezek közül talán legfontosabb a 2-es metró és a gödöllői HÉV összekötésére tett javaslatuk.[forrás?] További fontosabb tanulmányok: a Fogaskerekű meghosszabbítása a Széll Kálmán térig és a Normafáig, XXII. kerületi buszhálózati reform. Foglalkoztak még a Thököly úti villamos visszaépítésével, a kiskörúti villamosok a Nyugati pályaudvarig való meghosszabbításával is.[forrás?]
- 2008-ban hatalmas szerepet játszottak a budapesti közlekedési-hálózatban tervezett járatritkítás megakadályozásában, a végeredmény az utasokat előnyösen érintő járatátszervezési csomag lett.[4]

### Szakmai anyagok
- Budapesti gyorsvasúti tervek
- Egyesített városi és elővárosi gyorsvasúti rendszer kialakítása Budapesten és környékén
- Átjárhatóság és intermodalitás a 4-es metró tervének tükrében Archiválva 2006. május 5-i dátummal a Wayback Machine-ben
- Vasút a város alatt
- Mese a játékmetróról
- Újabb metrómesék
- Karolina-project
- A 2-es metró és a Gödöllői HÉV összekötéséről szóló tanulmány
- A budapesti közlekedés jelenlegi helyzete civil szemmel